# Ребштайн
Ребштайн (нем. Rebstein) — коммуна в Швейцарии, в кантоне Санкт-Галлен. 
Входит в состав округа Рейнталь. Население составляет 4246 человек (на 31 декабря 2006 года). Официальный код — 3255.